# Platanthera ophryotipuloides
Platanthera ophryotipuloides är en orkidéart som beskrevs av Ken Inoue. Platanthera ophryotipuloides ingår i släktet nattvioler, och familjen orkidéer. Inga underarter finns listade i Catalogue of Life.